# 도요카와역 (오사카부)
도요카와역(일본어: 豊川駅, とよかわえき)은 일본 오사카부 이바라키시에 있는 오사카 고속철도 사이토 선의 역이다. 역 번호는 53이다.

## 역 구조
섬식 승강장 1면 2선이다. 개찰구는 2층, 승강장은 3층에 있다. 승강장은 4량 편성분에 불과하지만 연장 시에 대비하여 남쪽에 옛 사이고쿠 가도를 넘는 승강장용 교보가 미리 가설되어 있다. 계단 및 엘리베이터는 역사의 동쪽에 있는 역전 광장 측에만 설치되어 있고 서쪽에는 개찰구에 출입할 수 없다.
역사의 의장은 오사카 모노레일의 일반적인 역이나 사이토니시 역과는 다소 달리 베이지 색을 기조로 한 독자적인 것을 사용하였다.
역은 시미즈 교차점을 넘는 시미즈 고가교와 일체적으로 정비되어 역의 직하부를 남쪽으로 향하는 차선이 다니고 있다. 다만, 고가교의 완성은 2011년 7월까지 늦어졌다.

#### 승강장
| 승강장 | 노선        | 행선                          |
| ------ | ----------- | ----------------------------- |
| 1      | ■ 사이토 선 | 사이토니시 행                 |
| 2      | ■ 사이토 선 | 반파쿠키넨코엔・센리추오 방면 |

## 역 주변
- 니토리 이바라키키타점
- 일본 정공
- 국도 제171호선
- 옛 사이고쿠 가도
- 사이토 천연 온천 "스미레노유"

## 교통
역 동쪽에는 역전 광장이 완성되었고 개업으로부터 3개월 후의 2007년 6월 27일에 도요카와 역 정류소가 신설되어 한큐 버스 176계통 기타센리와 센리추오행이 다니고 있다. 단, 현재는 개수가 별로 많진 않고 낮에는 약 2시간 간격으로 운행되고 있다. 또, 2017년 8월 8일부터 한큐 버스 95계통의 사이토니시 역행 편이 다니게 되었지만 사이토니시 역 발 JR이바라키와 한큐 이바라키 행은 들어가지 않는다.
한편, 국도 제171호선 상에 설치된 국도 도요카와 정류소에는 JR이바라키역이나 한큐 이시바시 역 방면으로 향하는 버스가 낮 약 20분 간격으로 발착하고 도요카와 역 정류장보다 더 활성화 되고 있다.

## 역사
- 2005년 4월 22일: 역명을 도요카와역으로 결정.
- 2007년
  - 3월 19일: 영업 개시.
  - 6월 27일: 한큐 버스 노선 연장에 따라, "도요카와 역" 정류소 사용 개시.

## 인접역
| 오사카 고속철도 ■ 사이토 선           | 오사카 고속철도 ■ 사이토 선 | 오사카 고속철도 ■ 사이토 선   |
| ------------------------------------- | --------------------------- | ----------------------------- |
| 52 한다이뵤인마에 반파쿠키넨코엔 방면 |                             | 사이토니시 54 사이토니시 방면 |